# Route nationale 3 (Congo-Kinshasa)
Pour les articles homonymes, voir Route nationale 3.
La route nationale 3 (RN3) est une route nationale de la République démocratique du Congo.

## Parcours
Parcourant un total de 583 km, elle relie Kisangani à Bukavu.
Les villes principales traversées par la RN3 sont, d'Est en Ouest, Kisangani, Lubutu, Walikale et Bukavu.
La RN3 est connectée aux routes nationales : RN2, RN5, et RN31.

## État de la route
Plusieurs sections de la RN3 sont en très mauvais état. Depuis Bukavu, la RN3 sillonne à travers les collines sur 90 km jusqu’à Bunyakiri, et continue sur 50 km jusqu’à Hombo où elle est impraticable à cause d’un pont qui s’est effondré dans les années 1990.